# Przedstawienie (film 1970)
Przedstawienie (lub Kreacja, ang. Performance) – brytyjski film kryminalny z 1970 roku w reżyserii Donalda Cammella i Nicolasa Roega. Wyprodukowany przez Warner Bros.

## Opis fabuły
Gangster Chas (James Fox) zabija człowieka. Zmuszony do ucieczki wyjeżdża do Londynu i wynajmuje pokój u dawnej gwiazdy rocka, Turnera (Mick Jagger). Z czasem nawiązują dziwną relację, która prowadzi ich do dość zaskakującego finału.

## Obsada
- James Fox – Chas/Johnny Dean
- Mick Jagger – Turner
- Anita Pallenberg – Pherber
- Michèle Breton – Lucy
- Ann Sidney – Dana
- John Bindon – Moody
- Stanley Meadows – Rosebloom
- Allan Cuthbertson – prawnik
- Anthony Morton – Dennis
- Johnny Shannon – Harry Flowers
- Anthony Valentine – Joey Maddocks
- Kenneth Colley – Tony Farrell

i inni

## Zdjęcia
Zdjęcia realizowane były na terenie Anglii (Londyn, Shepperton, Twickenham).